# Myrslokar

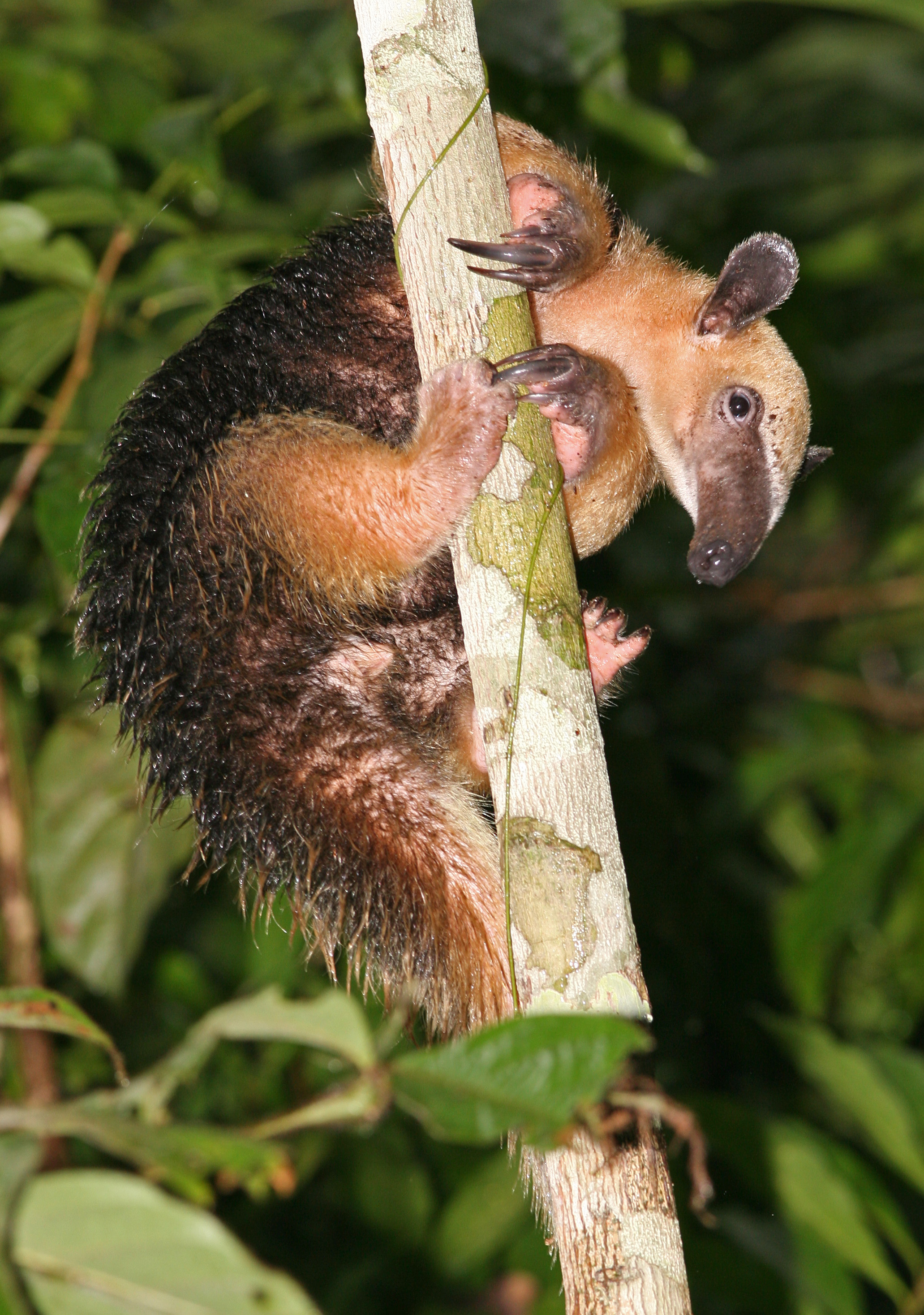
Sydlig tamandua (Tamandua tetradactyla)

Myrslokar (Myrmecophagidae) är en däggdjursfamilj som är känd för att arterna äter myror och termiter.

## Systematik
Myrslokarnas närmaste släktingar finns i familjen sengångare (Folivora), tillsammans bildar de ordningen håriga trögdjur (Pilosa). Ordningen håriga trögdjur bildar tillsammans med bältdjuren, och den utdöda gruppen glyptodonter, överordningen trögdjur (Xenarthra).
Den evolutionära utvecklingen inom familjen visas i följande kladogram:
```
Myrslokar (Myrmecophagidae)
 |--
dvärgmyrslok

 `--Myrmecophaginae
      |--
jättemyrslok

      `--
tamanduor

             |--nordlig tamandua
             `--sydlig tamandua
```

Myrslokar och myrkottar har många fysiska likheter men de är antagligen inte närmare besläktade med varandra utan har utvecklats på detta sätt genom konvergent evolution.
Till underordningen myrslokar (Vermilingua) räknas antingen bara en familj med tre släkten och tillsammans fyra arter eller två familjer där dvärgmyrsloken utgör en egen familj, Cyclopedidae.
- Släkte Cyclopes
  - Dvärgmyrslok (Cyclopes didactylus)
- Släkte Myrmecophaga
  - Jättemyrslok (Myrmecophaga tridactyla)
- släkte Tamandua, tidigare även Uroleptes
  - Nordlig tamandua (Tamandua mexicana)
  - Sydlig tamandua (Tamandua tetradactyla)

## Kännetecken

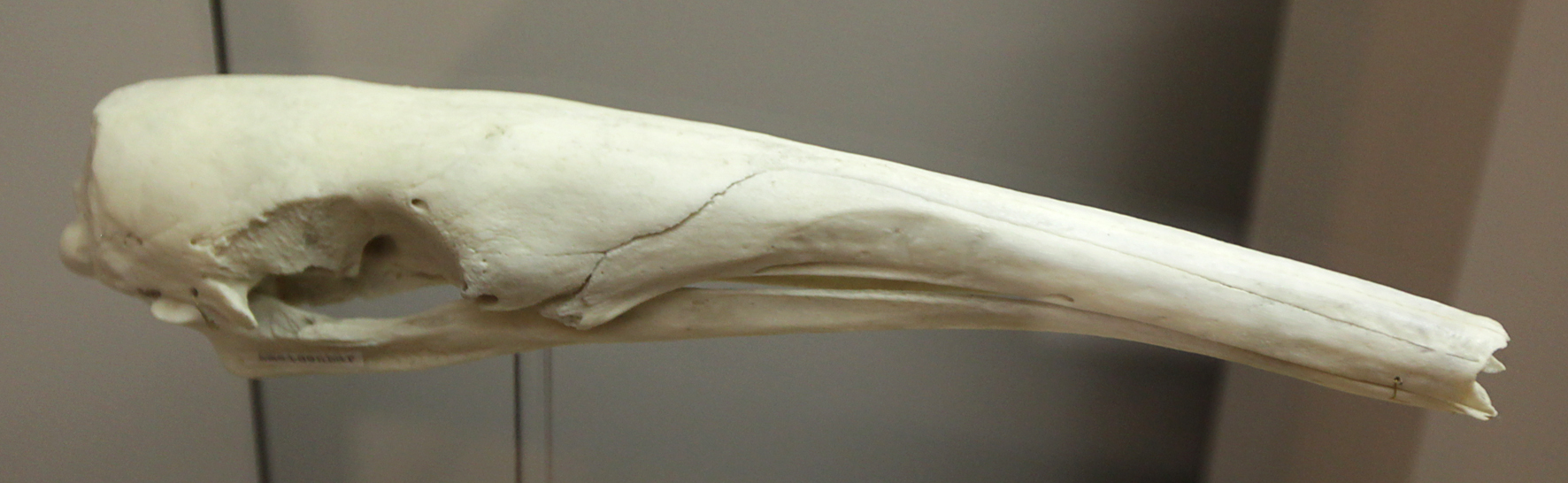
Jättemyrslokens skalle

Jättemyrsloken med en vikt på omkring 30 kilogram är den största representanten för myrslokarna medan den minsta arten dvärgmyrsloken bara väger 230 gram. Arterna kännetecknas av en lång rörformig nos utan tänder och en mycket lång tunga. Vid de främre extremiteterna finns påfallande långa och skarpa klor som används för att öppna termitbon och för att försvara sig. Klornas antal är beroende på art: två hos dvärgmyrsloken, tre hos jättemyrsloken och fyra hos tamanduorna. Klorna vid de bakre extremiteterna är inte lika kraftiga. Jättemyrsloken långa svans är yvigt hårbeklädd medan svansen hos de andra arterna bär kort päls. Dessutom kan trädlevande arter använda svansen som gripverktyg. De har små öron och ögon men deras luktsinne är mycket väl utvecklat. Tamanduorna är vanligtvis gulvita med ett svart band (liknande en väst) som går utefter hela sidan på kroppen medan dvärgmyrsloken har en silvergrå till gulaktig päls med en smal längsgående mörk strimma på ryggens topp.
Det kan vara svårt att skilja hannar från honor genom enkel iakttagelse på grund av att hannarnas testiklar ligger inne i kroppen och inte i ett scrotum.

## Utbredning
Myrslokarna finns över hela de tropiska och subtropiska delarna av Syd- och Centralamerika, ofta i låglänt terräng, i närheten av flodbankar och våtmarker och djupt inne i fuktiga skogar. Tamanduor bor mest i träd i urskogar och dvärgmyrsloken i de varmaste delarna av Syd- och Centralamerika.
Utbredningsområdets norra gräns ligger i södra Mexiko och den södra gränsen i Uruguay.

## Ekologi
Angående habitatet finns stora skillnader mellan de olika arterna. Medan dvärgmyrsloken uteslutande lever i träd förekommer jättemyrsloken bara på marken. Tamanduor ligger ungefär i mitten med bra förmåga att klättra men de vistas även på marken. Jättemyrsloken föredrar savannen och de andra arterna finns även i regnskogen. Myrslokar lever vanligen ensamma och träffas bara för parningen. Hannarnas revir är skilda från varandra men territorier av olika kön kan överlappa varandra.

### Föda
Födan består mest av termiter och myror som den fångar genom att riva sönder termitbon eller myrstackar med sina kraftiga vassa främre klor och slicka i sig dem med sin långa, flexibla, klibbiga och snabba tunga när de svärmar till den skadade delen av stacken. Insekterna mals sönder av starka muskler vid magsäckens ingång. Myrslokar i fångenskap äter även frukt.
Arterna upptar dessutom sand eller annan jord som förbättrar myrslokarnas förmåga att krossa bytesdjurens exoskelett.

### Fortplantning
Det är inte mycket känt om arternas fortplantning. Efter dräktigheten som varar i 120 till 190 dagar föder honan en unge. Hos en myrslok som föddes i Sverige observerades att modern efter födseln själv krafsade bort fosterhinnorna. Ungen klamrar sig fast vid moderns päls när den förflyttar sig. Hos arter som lever i träd lämnas ungen ibland på en skyddad plats på trädet eller i ett hål i trädet som fodras med torra blad. Jättemyrsloken blir könsmogen efter tre till fyra år, för de andra arterna är tidpunkten okänd. Det saknas även information om medellivslängden i naturen.

## Hot och status
Myrslokar är inte lika hotade som andra arter i samma region. Det beror främst på de stora utbredningsområdena och på arternas låga krav på habitatet. Bara jättemyrsloken listas av IUCN som sårbar (vulnerable).
I viss mån jagas arterna för köttets och hudens skull och jättemyrsloken dödas ibland av sportjägare. Dvärgmyrsloken fångas i begränsat omfång för att göra den till sällskapsdjur. Ett annat hot är den ökande trafiken på vägarna som dödar många individer.